# Testo

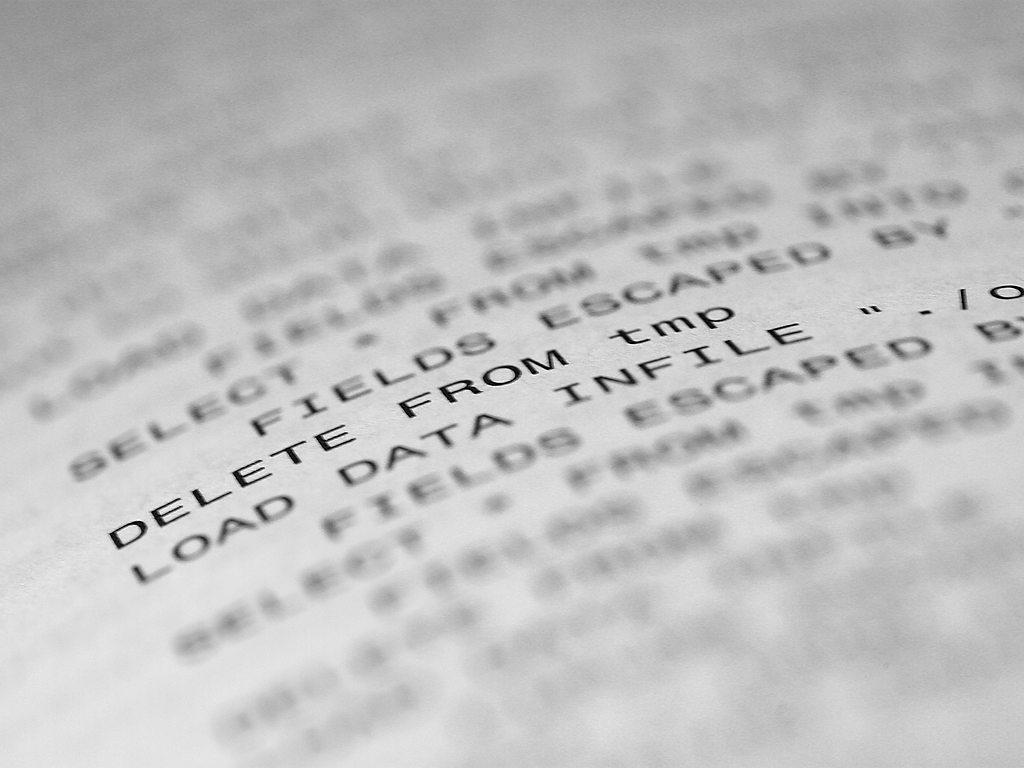
Estratto di un testo scritto in linguaggio di programmazione

Il testo (dal latino textus, "tessuto", "trama"), è un insieme di parole correlate fra loro per formare un'unità logico-concettuale, rispettando la sintassi e la semantica della lingua utilizzata, ovvero la sua grammatica e il suo lessico.
Il testo consiste in un insieme di proposizioni ordinate ad un fine ultimo e tra loro coese da regole logiche, grammaticali e sintattiche. Esso veicola un messaggio intenzionale, adottando una forma, un linguaggio e delle argomentazioni adatte ad una sua comprensione differita nel tempo e/o nel luogo da parte delle persone cui è destinato.

## Descrizione del testo

Lorem ipsum è un apparente testo in lingua latina utilizzato in tipografia come riferimento, che in realtà è una giustapposizione di parole senza un senso complessivo

Il testo è un sistema in cui sono messe in relazione unità di contenuto, cui vengono attribuite forme differenti (secondo i codici e i linguaggi adoperati), e di grandezza variabile. 
Un testo si differenzia da un insieme di parole giustapposte casualmente, in base alla presenza – in esso – di una finalità comunicativa, riconoscibile da un lettore di media cultura: in sostanza, si distingue da quelle per la presenza di vincoli di semantica.
"Condizione perché si possa parlare di testo è che si abbia una produzione linguistica (orale o scritta) fatta con l'intenzione e con l'effetto di comunicare e nella quale si possano individuare un'emittente [...] e un destinatario" (Serianni 2007: 23).
Si definisce la testualità come un insieme di proprietà intrinseche del testo. Ad esempio:
- il significato o la possibile lettura del testo;
- la sua carenza o incongruenza;
- i suoi vincoli di coerenza e chiarezza comunicativa;
- l'insieme dei fattori co-occorrenti per il corretto funzionamento del testo.

## I sette criteri della testualità
I criteri della testualità sono:
- la coesione
- la coerenza
- l'intenzionalità
- l'accettabilità
- l'informatività
- la situazionalità
- l'intertestualità

## Grammatica testuale e sintassi
Nello studio della grammatica di un testo rientra l'analisi dei fattori psicologici inerenti alla percezione del ricevente; questo è evidente nei testi letterari ma anche nell'analisi delle lingue parlate (come i dialetti o i gerghi di comunità ristrette). Spesso le strutture sintattiche e le associazioni semantiche già scelte ripetono modelli già in uso nel patrimonio linguistico di una comunità.
A livello letterario questi schemi standardizzati sono analizzati e classificati dalla retorica classica, la quale riconosce procedimenti logici e moduli espressivi fissi e ripetuti, entro i quali si libera la creatività linguistica del soggetto parlante.
La stilistica si occupa dell'analisi di libera creatività all'interno dei moduli standard di un testo. L'innovazione linguistica e l'espressività letteraria, infatti, nascono dalla rottura rispetto alla sintassi consolidata (vedi anche le figure di stile).

## Coesione
Seguono alcune definizioni fondamentali della coesione testuale.
(Serianni 2007:28)
(Telve 2008:26)
Un testo coeso è quindi un testo ben formato a livello grammaticale, con elementi morfologici e sintattici congruenti per garantire:
- la concordanza di genere e numero;
- il corretto uso delle forme verbali (tempo, modo e persona);
- il giusto concatenamento tra gli elementi della frase (soggetto, predicato e complemento);
- la giusta successione tra frase principale e subordinate.

Ogni singola frase all´interno di un testo contiene solo una parte delle informazioni che sono oggetto della comunicazione. L'economia del discorso richiede che le parti si compongano articolandosi in legami e riferimenti incrociati, riducendo così al minimo la ridondanza e le ripetizioni. Le lingue si dotano perciò di dispositivi che collegano fra loro le frasi per esprimere esplicitamente l'informazione necessaria a completarne il senso.
Consideriamo, ad esempio, il testo seguente:
«Ho visto Gianni uscire di gran fretta. Gli ho chiesto: "Dove corri?". Non mi ha sentito. Glielo ho ripetuto. E lui, per tutta risposta: "Lasciami in pace!"»
Le frasi semplici gli ho chiesto, non mi ha sentito, glielo ho ripetuto, e lui per tutta risposta non sono comprensibili se isolate dal contesto, in quanto indici di coesione degli elementi della frase.
Una frase può anche fare riferimento ad elementi esterni al testo nel suo complesso. In tal caso, il loro nesso logico viene chiamato deissi.
Elementi deittici frequenti sono pronomi (questo, quello, io, tu, noi), avverbi temporali (ora, quando) e locali (qui, là); essi indicano generalmente il parlante e il ricevente.
Elementi di coesione diffusi in tutte le lingue sono i connettivi, che collegano fra loro le frasi del testo. Sono per lo più avverbi e congiunzioni, le quali possono essere coordinative o subordinative.
Hanno elementi connettivi non solo frasi come piove, perciò prendo l'ombrello, ma anche espressioni come è lui che ha fatto questo. In altre lingue, diversamente dall´italiano, la funzione connettiva viene resa tramite l'uso di particelle pleonastiche: si noti l'inglese so, il tedesco denn mal o le particelle greche dē, ge ecc.
Altri elementi di riferimento si riferiscono invece a parole, sintagmi o frasi precise, esplicitamente espressi in altri luoghi del testo. Questi elementi vengono detti punti d'attacco. Per es. «è molto che non vado a Roma. L'ultima volta che ci sono stato...»: Roma è in questo caso un punto d´attacco rispetto a ci.
A livello lessicale una parola presente in una frase può essere ripetuta in un'altra oppure allusa o soltanto sostituita da un pronome. Elementi lessicali, morfologici e fonici possono costituire l'elemento di coesione fra altri elementi costitutivi primi di un testo. Fra questi vi sono le allusioni, l'accordo grammaticale e i fatti prosodici, ritmici e metrici.

## Coerenza
Seguono alcune utili definizioni di coerenza testuale.
«Mentre la coesione si riferisce al corretto collegamento formale tra le varie parti di un testo, la coerenza riguarda il suo significato; [...] la coesione dipende da requisiti presenti o assenti nel testo, la coerenza è legata invece alla reazione del destinatario, che deve valutare un certo testo chiaro e appropriato alla circostanza in cui è stato prodotto» (Serianni 2007: 36-37).
«La coerenza riguarda [...] il corretto abbinamento, sul piano logico e semantico, tra le diverse informazioni trasmesse, che dunque dovranno susseguirsi con continuità secondo una chiara linea di sviluppo del discorso» (Telve 2008: 26).
La coerenza di un testo è quindi il legame logico fra i messaggi semplici che il parlante intende trasmettere. Essa riguarda il significato e non il significante, e quindi costituisce una misura della condivisione di significati fra parlante e ricevente.
La capacità di comprensione di un testo da parte di un lettore (o di un ascoltatore) è commisurata alla conoscenza che questo ha del mondo esterno circostante. Per esempio una frase come «stasera Ugo esce con Martina» è sintatticamente corretta e completa, ma dimostra un basso livello di coerenza per chi non sappia chi sono Ugo e Martina, o cosa significhi per il parlante o l'ascoltatore il fatto che escano insieme.
Dal punto di vista del testo del parlante, maggiore è la condivisione di conoscenze, maggiori saranno gli elementi sottintesi (ellissi o deissi) nel testo. Se invece lo stesso messaggio deve essere rivolto a chi ne ignora completamente il contenuto, il testo sarà corredato di maggiori descrizioni e dettagli.
La coesione è dunque un fattore interno al testo, scritto o orale, mentre la coerenza è un fattore interno al messaggio come interpretato dai riceventi.